# Ippesheim
Ippesheim est une commune de Bavière (Allemagne), située dans l'arrondissement de Neustadt an der Aisch-Bad Windsheim, dans le district de Moyenne-Franconie.
Le général Friedrich Gollwitzer y est né.